# Konstantin Czeriedniczenko
Konstantin Konstantinowicz Czeriedniczenko (ros. Константин Константинович Чередниченко, ur. 1920 w Carycynie w guberni saratowskiej, zm. 1991) – radziecki działacz partyjny i państwowy.

## Życiorys
W latach 193-1941 studiował w Nowoczerkaskim Instytucie Industrialnym, 1941-1945 służył w Armii Czerwonej, 1946 został członkiem WKP(b), 1949 ukończył Stalingradzki Instytut Mechaniczny. W latach 1948–1952 był sekretarzem Komitetu Miejskiego Komsomołu w Stalingradzie (obecnie Wołgograd), 1952-1953 kierownikiem Miejskiego Oddziału Pracy Kulturalno-Oświatowej w Stalingradzie, 1955-1956 I sekretarzem rejonowego komitetu KPZR w Stalingradzie, a od 1956 do stycznia 1961 II sekretarzem Komitetu Miejskiego KPZR w Stalingradzie. Od stycznia 1961 do stycznia 1963 był I sekretarzem Komitetu Miejskiego KPZR w Stalingradzie, od stycznia 1963 do 15 grudnia 1964 I sekretarzem Wołgogradzkiego Przemysłowego Komitetu Obwodowego KPZR, od grudnia 1964 do 1965 sekretarzem Wołgogradzkiego Komitetu Obwodowego KPZR, 1965-1977 zastępcą ministra przemysłu chemicznego ZSRR, później dyrektorem Instytutu Podwyższania Kwalifikacji Pracowników Kierowniczych i Specjalistów Przemysłu Chemicznego. W 1971 otrzymał Nagrodę Państwową ZSRR; odznaczono go także dwoma Orderami Czerwonego Sztandaru Pracy.